# Henry Wrigley
Henry Neilson Wrigley (21 de Abril de 1892 – 14 de Setembro de 1987) foi um piloto da Real Força Aérea Australiana (RAAF). Um pioneiro da aviação, realizou o primeiro trans-australiano, de Melbourne até Darwin, em 1919, e mais tarde lançou as bases para a doutrina de poder aéreo da RAAF. Durante a Primeira Guerra Mundial, Wringley juntou-se ao Australian Flying Corps e combateu pelo Esquadrão N.º 3 na Frente Ocidental, tendo sido condecorado com a Cruz de Voo Distinto; mais tarde comandou esta mesma unidade e publicou uma história sobre as suas experiências durante a guerra. Em 1919 foi recebeu a Cruz da Força Aérea por um voo realizado à volta do país.